# Leonore Gewessler
Leonore Gewessler (Graz, 1977. szeptember 15. –) 2025-től az Osztrák Zöld Párt országos szóvivője. 2020 és 2025 között Ausztria környezetvédelmi, közlekedési, innovációs és technológiai minisztere.

## Életpályája
Sankt Mareinban és Grazban iskolába járt. A bécsi egyetemen tanult.
2008 és 2014 között a Brüsszelben a Zöld Európai Alapítvány (GEF) alapító igazgatója volt.
2014 júniusától a bécsi Global 2000 környezetvédelmi szervezetnél dolgozott.“
A 2019-es ausztriai parlamenti választással elért egy mandátumot.